# Grèves de l'industrie automobile française de 1969-1973
Les Grèves de l'industrie automobile française de 1969-1973 sont des mouvements contestataires du milieu ouvrier de l'automobile survenus durant une période de croissance industrielle française, sur les questions des salariés, des cadences de travail, des classifications ou du respect du droit syndical. Ces grèves de l'industrie automobile sont très remarquées chez les anciens puis chez les plus jeunes OS de l’usine Renault du Mans « ces nouveaux manœuvres » d'origine rurale, titre alors Le Monde, mais aussi chez les OS (Ouvriers Spécialisés) immigrés des banlieues de Lyon et Paris. Elles recourent à des blocages de type "grève-bouchon", caractéristique des conflits de l’époque dans l'automobile. Les premiers mouvements, les grèves des OS du Mans de 1969 et 1971, refusent les déclassements, entraînant des baisses de salaires, auxquelles conduisent les études et les cotations de poste. Les seconds, les grèves des OS des presses de Billancourt et de Flins en 1973, rejettent la cotation des postes pour son arbitraire ainsi que pour son emploi pour la mise en concurrence des ouvriers.

## Contexte

### Environnement politique et culturel
Les grèves de l'industrie automobile française de 1969-1973 ont eu lieu au début des années 1970, une période de croissance industrielle, et elles ont pour la plupart débouché sur des compromis ou des succès en faveur des grévistes, sur fond de croissance économique et de montée du Gauchisme.
Le début des années 1970 voit la persistance et l'épanouissement des utopies soixante-huitardes mais aussi les premiers signes plus aigus de la question de l'intégration sans discrimination sur les salaires des immigrés dans le monde du travail. C'est une période où la filmographie s’empare du thème des luttes et de la situation de la classe ouvrière peu qualifiée, en particulier le cinéma militant :
- La reprise chez Wonder, 1968;
- Marin Karmitz (Coup pour coup, 1972);
- Luigi Comencini (Un vrai crime d’amour, 1974);
- Paul Schrader (Blue Collar, 1978);
- Martin Ritt (Norma Rae, 1979).

### Environnement industriel  et social
Entre 1968 et 1973, la production de voitures particulières double chez Renault, passant de 700 000 à 1 400 000. Chez Peugeot et Citroën, où la production de voitures particulières s’accroît alors respectivement de 80,5 % et 71 %. Les cadences de production doublent quasiment avec plus d’un millier de véhicules produits quotidiennement chez Renault au début des années 1970 contre 600 en avril 1955, grâce à l’automatisation mais surtout l'accroissement de la productivité du travail. 
Dans les années 1960-1970, dans les régions en cours d'industrialisation, où la CFDT rivalise sérieusement avec la CGT, le recrutement est massivement rural (Citroën à Rennes, Renault au Mans, Saviem à Caen) tandis que dans les régions industrielles anciennes, Nord, Est, bassin parisien et Rhône, les OS sont plutôt des immigrés, qui subissent une absence de promotions professionnelles. En 1971, 69,1 % des ouvriers de Renault à Billancourt sont OS, parmi lesquels 40,1 % d’« Afrique du Nord », au premier rang desquels les Algériens, OS à 95 %. En juin 1968, l'opinion découvre des étudiants aux portes de Flins, et les OS immigrés sont dépeints dans la presse comme fuyant devant le désordre alors qu’ils furent souvent actifs dans la grève.
Chez Citroën, dans l'usine de Rennes ouverte en 1962 , la direction lance des pratiques antisyndicales souvent très dures, d'autant que Citroën a hérité d’une tradition de paternalisme social de son actionnaire Michelin (de 1933 à 1974). Yannick Frémin, secrétaire  du syndicat CGT de Citroën, militant de l’action catholique ouvrière (Joc et ACO), organisa et participa, en mars, avril et mai 1966, à des débrayages dans l’usine sur les questions de salaire, de conditions de travail et de respect des libertés syndicales. En décembre 1966, il est giflé par son agent de secteur, puis licencié. C'est l'"Affaire Yannick Frémin". Mgr Gouyon, archevêque de Rennes, écrit dans Ouest-France 24 décembre 1966 que « Toute répression ouverte ou camouflée de l’action syndicale est une atteinte à ce droit fondamental ». La manifestation du 5 janvier 1967 réunit, Place des Lices, plusieurs milliers de personnes mais le PDG, Pierre Bercot, dans une lettre au maire de Rennes rendue publique au conseil municipal du 30 janvier 1967, justifie les exactions de l’agent de maîtrise.

## Grèves de 1969

### Déroulement
Dans la lignée des évènements de 1968, le grèves de 1969 voient monter des revendications de salaire. Le 24 février 1969 démarre à l’usine Renault du Mans une grève des 326 OS de l’atelier d’assemblage des trains (Atelier GG,) qui dure jusqu’au 4 mars. Ils revendiquent un reclassement de leurs postes et le passage en classe supérieure. Les grévistes refusent les déclassements, entraînant des baisses de salaires, auxquelles conduisent les études et les cotations de poste. La direction  accepte un aménagement de la grille au cours de négociations en juin. Les salariés concernés sont présents depuis longtemps dans l'usine, plutôt âgés. Ensuite, il y a eu continuellement des débrayages au Mans,  pour demander que les cotations de poste des OS soient réévaluées, et que les OS passent dans une catégorie supérieure. En 1971, il y avait 45 ouvriers étrangers, pour un effectif de l’usine du Mans de dix mille personnes.

## Grèves de 1971
Dans la foulée des grèves de 1971, montent les revendications sur les conditions de travail: "Comme nous sommes les OS les mieux payés de la région, réduire notre mouvement à une question de fric, c'est l'isoler", déclarent les ouvriers. Au Mans, généralisation du mouvement à tous les OS de l’usine débouche sur la mise en cause du mode de rémunération lui-même, ressenti comme injuste. L’usine est occupée. 
Après le lock-out de toutes les autres usines du groupe Renault, faute de produits, la grève s’étend à Billancourt et à Flins. La CGT et la CFDT présentent séparément leurs revendications, et si certaines sont communes comme la retraite à 60 ans. Aux salaires au poste, qui font que deux OS travaillant côte à côté, sur une même machine, sont souvent payés selon des « classes de rémunération » différentes et ne touchent donc pas la même paie, les grévistes opposent le mot d’ordre « à travail égal, salaire égal. 
Le 22 mai 1971, le journal les Cahiers de Mai, déjà très actif sur l'extension à d'autres régions des Grèves des ouvriers de Peñarroya en 1971 et 1972, débutée en janvier à Saint-Denis, organise la réunion au Mans d'une "commission métallurgie", avec des militants ouvriers actifs dans une quinzaine d’entreprises : Renault Billancourt, Saviem, Société Métallurgique de Normandie (Caen), Usinor (Dunkerque), Dubigeon (Nantes), SNIAS (Châtillon), Westinghouse (Paris), mais aussi des PTT (Paris), de la SNCF (Paris-Austerlitz, Tours), et des travailleurs de diverses autres professions (bâtiment, imprimerie, informatique), à Lyon, Dunkerque, Nantes.
La grève débouche sur un compromis. Le système dit de cotation de poste est supprimé à l’échelle de la firme et remplacé par « une rémunération liée à la catégorie professionnelle »;
Les gauchistes espèrent alors un embrasement européen. "La révolution culturelle entre dans les usines" scande une lettre de "camarades de Renault-Flins de 23 pays", publiée aux côtés d'un article de deux pages en 1971 dans Lotta continua, le journal du mouvement maoïste italien éponyme, et titrée "Fiat-Renault, même lutte". 

### Déroulement
- 2 avril 1971: au Mans, grève de 82 OS de la chaîne d’assemblage des transmissions du bâtiment FF.
- 6 mai :  5500 ouvriers de la Régie Renault sont en grève au Mans depuis quelques jours[7].
- 17 mai: devant l'usine du Mans, les OS rejettent une première fois les propositions de règlement[5].
- 18 mai: dix secteurs sont en grève à Berliet- Vénissieux[5].
- 22 mai: réunion au Mans d'une "commission métallurgie" des Cahiers de Mai avec des militants ouvriers actifs dans une quinzaine[8] d'entreprises[5].
- 27 mai : la production de Vénissieux est complètement désorganisée et compte au moins 500 moteurs de retard[5].
- mai-juin : grève aussi à la verrerie Domec à Bordeaux.

## Grèves de 1973
Les grèves de 1973 sont d'abord lancées par les ouvriers de deux ateliers d’emboutissage à Renault-Billancourt en contre « les classifications à la tête du client »  et sur le mot d’ordre « à travail égal, salaire égal, deux OS travaillant côte à côté, sur une même machine, ne touchent donc pas la même paie. 
Les conditions de travail sont mises en avant cat les grosses presses d’emboutissage, introduites à la fin des années 1950, imposent une atmosphère dépassant les 95 décibels et atteignant parfois jusqu’à 100 décibels en cas de fortes cadences. L'emboutissage étant situé en amont du processus de fabrication, cette grève-bouchon paralyse rapidement, comme à Penarroya, l’ensemble de l’usine : 7 000 ouvriers en aval sont ainsi mis en chômage technique dès le 28 mars. 
Les femmes et en particulier les féministes participent à la grève, à la direction de l’informatique, où les perforeuses frappent les cartes permettant d’alimenter en données les ordinateurs de l’entreprise. Leur coefficient salarial est du niveau de celui des OS et leur travail autant cadencé et répétitif. Les primes de performance individuelles, qui ont disparu des ateliers, subsistent pour les dactylos et les perforeuses. En 1972, la militante CFDT de Renault-Billancourt, Emmanuelle Dupuy, créé un « Groupe femmes » d’entreprise et se rattache en 1973 au MLAC qui vient d’être créé puis reprend son appellation d’origine au lendemain du vote de la loi Veil en 1975.

### Déroulement
- 30 janvier au 8 février 1973 : les 340 ouvriers de l’atelier d’emboutissage du département 38 à Renault-Billancourt cessent le travail. Leur cahier de revendications, établi avec l’appui de militants des Cahiers de Mai, dénonce la division créée par la multiplication des catégories dans l’atelier depuis 1965.
- 29 mars, les 600 ouvriers de l’atelier des presses de Flins et les 300 ouvriers de l’emboutissage de Sandouville, le font aussi sur la même revendication. Ces grèves se terminent le 9 avril sur un compromis salarial.